# Ollauri
Ollauri – gmina w Hiszpanii, w prowincji La Rioja, w La Rioja, o powierzchni 2,6 km². W 2011 roku gmina liczyła 314 mieszkańców.